# Puchar Europy w Lekkoatletyce 1967 – półfinał mężczyzn (Sztokholm)
Półfinał pucharu Europy w lekkoatletyce w 1967 mężczyzn odbył się 22 i 23 lipca w Sztokholmie. Był to jeden z trzech półfinałów. Pozostałe odbyły się w Duisburgu i Ostrawie.
Wystąpiło sześć zespołów, z których dwa najlepsze awansowały do finału.

## Klasyfikacja generalna
| Poz. | Reprezentacja | Punkty |
| ---- | ------------- | ------ |
| 1    | ZSRR          | 105    |
| 2    | NRD           | 87     |
| 3    | Szwecja       | 69     |
| 4    | Norwegia      | 65     |
| 5    | Belgia        | 53     |
| 6    | Finlandia     | 51     |

## Wyniki indywidualne
Kolorami oznaczono zawodników reprezentujących zwycięskie drużyny.

### Bieg na 100 metrów
| Lp. | Państwo   | Zawodnik       | Wynik |
| --- | --------- | -------------- | ----- |
| 1.  | NRD       | Harald Eggers  | 10,6  |
| 2.  | ZSRR      | Amin Tujakow   | 10,7  |
| 3.  | Szwecja   | Hans Krumlinde | 10,8  |
| 4.  | Belgia    | Paul Poels     | 10,8  |
| 5.  | Norwegia  | Kjell Brenne   | 10,8  |
| 6.  | Finlandia | Heikki Jolula  | 11,0  |

### Bieg na 200 metrów
| Lp. | Państwo   | Zawodnik              | Wynik |
| --- | --------- | --------------------- | ----- |
| 1.  | NRD       | Heinz Erbstößer       | 21,4  |
| 2.  | ZSRR      | Amin Tujakow          | 21,5  |
| 3.  | Norwegia  | Richard Simonsen      | 21,6  |
| 4.  | Belgia    | Herman Van Coppenolle | 21,6  |
| 5.  | Szwecja   | Curt Johansson        | 21,9  |
| 6.  | Finlandia | Jorma Ehrström        | 22,1  |

### Bieg na 400 metrów
| Lp. | Państwo   | Zawodnik               | Wynik |
| --- | --------- | ---------------------- | ----- |
| 1.  | ZSRR      | Borys Sawczuk          | 46,6  |
| 2.  | Belgia    | Willy Vandenwyngaerden | 46,9  |
| 3.  | NRD       | Wilfried Weiland       | 47,0  |
| 4.  | Norwegia  | Richard Simonsen       | 47,2  |
| 5.  | Szwecja   | Staffan Nilsson        | 48,6  |
| 6.  | Finlandia | Heikki Pippola         | 48,9  |

### Bieg na 800 metrów
| Lp. | Państwo   | Zawodnik             | Wynik  |
| --- | --------- | -------------------- | ------ |
| 1.  | ZSRR      | Michaił Żełobowski   | 1:47,8 |
| 2.  | Belgia    | Willy Mertens        | 1:48,3 |
| 3.  | Szwecja   | Ove Berg             | 1:48,7 |
| 4.  | NRD       | Manfred Matuschewski | 1:48,8 |
| 5.  | Norwegia  | Arne Kvalheim        | 1:49,0 |
| 6.  | Finlandia | Juha Väätäinen       | 1:50,3 |

### Bieg na 1500 metrów
| Lp. | Państwo   | Zawodnik           | Wynik  |
| --- | --------- | ------------------ | ------ |
| 1.  | Belgia    | André Dehertoghe   | 3:45,9 |
| 2.  | Norwegia  | Arne Kvalheim      | 3:46,0 |
| 3.  | Szwecja   | Anders Gärderud    | 3:46,3 |
| 4.  | ZSRR      | Michaił Żełobowski | 3:46,7 |
| 5.  | NRD       | Gert Eisenberg     | 3:47,7 |
| 6.  | Finlandia | Ilpo Mattilainen   | 3:48,4 |

### Bieg na 5000 metrów
| Lp. | Państwo   | Zawodnik             | Wynik   |
| --- | --------- | -------------------- | ------- |
| 1.  | ZSRR      | Giennadij Chłystow   | 13:56,6 |
| 2.  | Szwecja   | Anders Gärderud      | 13:57,6 |
| 3.  | Belgia    | André Dehertoghe     | 14:22,0 |
| 4.  | Finlandia | Mikko Ala-Leppilampi | 14:29,8 |
| 5.  | Norwegia  | Inge Lundeby         | 14:32,8 |
| 6.  | NRD       | Wolfgang Hanschke    | 14:44,2 |

### Bieg na 10 000 metrów
| Lp. | Państwo   | Zawodnik           | Wynik   |
| --- | --------- | ------------------ | ------- |
| 1.  | ZSRR      | Łeonid Mykytenko   | 28:43,0 |
| 2.  | Norwegia  | Odd Fuglem         | 29:02,8 |
| 3.  | NRD       | Jürgen Haase       | 29:22,8 |
| 4.  | Finlandia | Rauno Mattila      | 29:24,6 |
| 5.  | Szwecja   | Knut Hansson       | 29:58,8 |
| 6.  | Belgia    | Jean-Pierre Delloy | 30:33,2 |

### Bieg na 110 metrów przez płotki
| Lp. | Państwo   | Zawodnik         | Wynik |
| --- | --------- | ---------------- | ----- |
| 1.  | Szwecja   | Bo Forssander    | 13,9  |
| 2.  | Norwegia  | Kjellfred Weum   | 14,2  |
| 3.  | ZSRR      | Wiktor Balichin  | 14,2  |
| 4.  | Belgia    | Wilfried Geeroms | 14,3  |
| 5.  | NRD       | Raimund Bethge   | 14,6  |
| 6.  | Finlandia | Antti Lanamäki   | 14,8  |

### Bieg na 400 metrów przez płotki
| Lp. | Państwo   | Zawodnik         | Wynik |
| --- | --------- | ---------------- | ----- |
| 1.  | Belgia    | Wilfried Geeroms | 51,3  |
| 2.  | Szwecja   | Leif Librand     | 51,9  |
| 3.  | NRD       | Joachim Singer   | 52,0  |
| 4.  | ZSRR      | Edvīns Zāģeris   | 52,0  |
| 5.  | Finlandia | Pauli Haapasalo  | 53,9  |
| 6.  | Norwegia  | John Skjelvaag   | 55,7  |

### Bieg na 3000 metrów z przeszkodami
| Lp. | Państwo   | Zawodnik             | Wynik  |
| --- | --------- | -------------------- | ------ |
| 1.  | ZSRR      | Wiktor Kudinski      | 8:42,8 |
| 2.  | Norwegia  | Arne Risa            | 8:45,4 |
| 3.  | Finlandia | Jouko Kuha           | 8:46,0 |
| 4.  | NRD       | Dieter Helm          | 8:46,4 |
| 5.  | Szwecja   | Sven-Olof Larsson    | 8:50,6 |
| 6.  | Belgia    | Albien Van Holsbeeck | 9:10,6 |

### Sztafeta 4 × 100 metrów
| Lp. | Państwo   | Zawodnicy                                                        | Wynik |
| --- | --------- | ---------------------------------------------------------------- | ----- |
| 1.  | NRD       | Heinz Erbstößer Günter Klann Peter Haase Harald Eggers           | 40,1  |
| 2.  | ZSRR      | Fiodor Pankratow Amin Tujakow Edwin Ozolin Nokołaj Iwanow        | 40,5  |
| 3.  | Szwecja   | Kenneth Tranmo Hans Krumlinde Curt Johansson Bo Althoff          | 40,7  |
| 4.  | Belgia    | Paul Poels Herman Van Coppenolle Jacques Vanhee Wilfried Geeroms | 41,0  |
| 5.  | Finlandia | Jorma Ehrström Aarno Musku Karl Skytz Erik Gustafsson            | 41,2  |
| 6.  | Norwegia  | Jostein Førland Richard Simonsen Terje Narvesen Kjell Brenne     | 41,6  |

### Sztafeta 4 × 400 metrów
| Lp. | Państwo   | Zawodnicy                                                            | Wynik  |
| --- | --------- | -------------------------------------------------------------------- | ------ |
| 1.  | NRD       | Wolfgang Müller Michael Zerbes Hartmut Schwabe Wilfried Weiland      | 3:09,0 |
| 2.  | ZSRR      | Nikołaj Szkarnikow Edvīns Zāģeris Aleksandr Bratczikow Borys Sawczuk | 3:09,5 |
| 3.  | Szwecja   | Staffan Nilsson Curt Johansson Tomas Ericson Bo Althoff              | 3:12,5 |
| 4.  | Belgia    | Paul Poels Georges Wynants Willy Mertens Willy Vandenwyngaerden      | 3:12,9 |
| 5.  | Finlandia | Juhani Kotikoski Olavi Laakso Jaakko Tuominen Heikki Pippola         | 3:13,5 |
| 6.  | Norwegia  | Per Rom Terje Larsen Bjørn Berg Richard Simonsen                     | 3:13,6 |

### Skok wzwyż
| Lp. | Państwo   | Zawodnik          | Wynik |
| --- | --------- | ----------------- | ----- |
| 1.  | Szwecja   | Jan Dahlgren      | 2,15  |
| 2.  | ZSRR      | Walentin Gawriłow | 2,15  |
| 3.  | NRD       | Rudi Koppen       | 2,09  |
| 4.  | Finlandia | Jorma Vesala      | 2,02  |
| 5.  | Norwegia  | Rune Gjengedal    | 1,99  |
| 6.  | Belgia    | Freddy Herbrand   | 1,96  |

### Skok o tyczce
| Lp. | Państwo   | Zawodnik           | Wynik |
| --- | --------- | ------------------ | ----- |
| 1.  | NRD       | Wolfgang Nordwig   | 5,10  |
| 2.  | ZSRR      | Hennadij Błyznecow | 5,00  |
| 3.  | Finlandia | Risto Ivanoff      | 4,90  |
| 4.  | Szwecja   | Hans Lagerqvist    | 4,60  |
| 5.  | Belgia    | Paul Coppejeans    | 4,60  |
| 6.  | Norwegia  | Rolf Schrøen       | 4,50  |

### Skok w dal
| Lp. | Państwo   | Zawodnik           | Wynik |
| --- | --------- | ------------------ | ----- |
| 1.  | NRD       | Klaus Beer         | 7,90  |
| 2.  | ZSRR      | Igor Ter-Owanesian | 7,90  |
| 3.  | Finlandia | Pentti Eskola      | 7,71  |
| 4.  | Norwegia  | Kristen Fløgstad   | 7,51  |
| 5.  | Belgia    | Yves Theisen       | 7,36  |
| 6.  | Szwecja   | Gösta Bruce        |       |

### Trójskok
| Lp. | Państwo   | Zawodnik             | Wynik |
| --- | --------- | -------------------- | ----- |
| 1.  | ZSRR      | Aleksandr Zołotariow | 16,38 |
| 2.  | NRD       | Hans-Jürgen Rückborn | 15,90 |
| 3.  | Finlandia | Kaj Helminen         | 15,42 |
| 4.  | Norwegia  | Kristen Fløgstad     | 15,14 |
| 5.  | Szwecja   | Stig Fässberg        | 14,87 |
| 6.  | Belgia    | Roger Lespagnard     | 14,82 |

### Pchniecie kulą
| Lp. | Państwo   | Zawodnik           | Wynik |
| --- | --------- | ------------------ | ----- |
| 1.  | ZSRR      | Eduard Guszczin    | 19,06 |
| 2.  | NRD       | Dieter Prollius    | 18,85 |
| 3.  | Finlandia | Matti Yrjölä       | 18,40 |
| 4.  | Szwecja   | Bengt Bendéus      | 18,26 |
| 5.  | Norwegia  | Harald Lorentzen   | 17,60 |
| 6.  | Belgia    | Bertrand De Decker | 16,39 |

### Rzut dyskiem
| Lp. | Państwo   | Zawodnik          | Wynik |
| --- | --------- | ----------------- | ----- |
| 1.  | ZSRR      | Vytautas Jaras    | 58,44 |
| 2.  | Szwecja   | Lars Haglund      | 58,02 |
| 3.  | NRD       | Hartmut Losch     | 57,40 |
| 4.  | Finlandia | Niilo Hangasvaara | 54,16 |
| 5.  | Norwegia  | Stein Haugen      | 51,12 |
| 6.  | Belgia    | Robert Van Schoor | 44,52 |

### Rzut młotem
| Lp. | Państwo   | Zawodnik       | Wynik |
| --- | --------- | -------------- | ----- |
| 1.  | ZSRR      | Romuald Klim   | 68,62 |
| 2.  | NRD       | Bernd Madler   |       |
| 3.  | Finlandia | Kauko Harlos   | 61,92 |
| 4.  | Szwecja   | Birger Asplund | 61,92 |
| 5.  | Norwegia  | Arne Lothe     | 58,68 |
| 6.  | Belgia    | Marcel Hertogs | 58,30 |

### Rzut oszczepem
| Lp. | Państwo   | Zawodnik       | Wynik |
| --- | --------- | -------------- | ----- |
| 1.  | ZSRR      | Mart Paama     | 82,14 |
| 2.  | NRD       | Manfred Stolle | 78,56 |
| 3.  | Norwegia  | Arne Os        | 78,30 |
| 4.  | Finlandia | Jorma Kinnunen | 77,44 |
| 5.  | Szwecja   | Jan Bohman     | 75,60 |
| 6.  | Belgia    | Guy Van Zeune  | 62,00 |